# Петцольд, Чарльз
Чарльз Петцольд (англ. Charles Petzold; род. 2 февраля 1953 года, Нью-Брансуик, Нью-Джерси) — программист, автор технической литературы по компьютерной тематике. Популяризатор Microsoft Windows.
Начал работать с ЭВМ в начале 1970-х годов, когда собственноручно создал компьютер с процессором Z-80 для управления музыкальным синтезатором.
Свыше 20 лет пишет программы и научные статьи. С 1985 по 2000 год — редактор журнала Microsoft Systems Journal. Его статья, опубликованная в декабре 1986 года во втором номере этого журнала, считается первой статьёй о программировании для Windows. В 1988 году посвятил этой теме книгу «Programming Windows».
В 1994 году получил премию «Пионер Windows», учреждённую Windows Magazine и корпорацией Microsoft, «в знак признания его вклада в успех Microsoft Windows».
Живёт в Нью-Йорке. Увлечения: чёрно-белая фотография, астрономия и эволюционная психология.